# Caenis malzacheri
Caenis malzacheri is een haft uit de familie Caenidae. De wetenschappelijke naam van de soort is voor het eerst geldig gepubliceerd in 2008 door Sartori & Gattolliat.
De soort komt voor in het Afrotropisch gebied.